# Raoul Girardet
Pour les articles homonymes, voir Girardet.
 (mai 2022).
Si vous disposez d'ouvrages ou d'articles de référence ou si vous connaissez des sites web de qualité traitant du thème abordé ici, merci de compléter l'article en donnant les références utiles à sa vérifiabilité et en les liant à la section « Notes et références ».
Raoul Girardet, né le 6 octobre 1917 dans le 20e arrondissement de Paris et mort le 19 septembre 2013 à Saint-Pierre-du-Bosguérard,, est un historien français.
Il est spécialiste des sociétés militaires et du nationalisme français.

## Biographie

### Jeunesse et études
Raoul Girardet naît le 6 octobre 1917 d'une famille de militaires de carrière, patriotes et républicains. Sa jeunesse est marquée par un premier engagement au sein de l'Action française. Outre les diverses actions menées en tant que camelot du Roi, l'Action française est pour Girardet l'occasion de se créer un tissu de relations, qu'il ne reniera pas, et de se faire de solides amis avec qui il partagera parfois ses engagements futurs. Il quitte toutefois le mouvement au début de la guerre, écœuré par l'antisémitisme et la collaboration.
Raoul Girardet suit des études d'histoire et est reçu à l'agrégation d'histoire (1944). 
Il est titulaire d'un doctorat ès lettres, consacré à la société militaire de 1815 à nos jours. 

### Parcours dans la Résistance
Girardet éprouve quelques difficultés à se détacher de la personnalité tant vénérée de Philippe Pétain, son indignation devant l'armistice est immédiate. Il se sent alors plus proche du général Henri Giraud que de Charles de Gaulle, et avoue avoir eu une préférence pour un engagement dans l'armée britannique plutôt que dans les troupes gaullistes. 
Il sert la Résistance par un grand nombre de petites actions quotidiennes et cependant dangereuses (boîte aux lettres, transport de messages, etc.), qui lui valent finalement d'être arrêté par la Gestapo en 1944 et d'être interné à la prison de Fresnes durant six mois puis au camp de Compiègne, mais il échappe de peu à la déportation. Il recevra la Croix de guerre 1939-1945.
À partir de 1955, il écrit dans l'hebdomadaire royaliste de Pierre Boutang La Nation française sous le pseudonyme de Philippe Méry. Ses articles spécialisés dans les questions militaires font de lui une « référence et même une sorte de conscience pour les officiers de l'armée d'Algérie ».

### Parcours professionnel
Raoul Girardet fut professeur à l'université de Paris, à l'Institut d'études politiques de Paris — avec entre autres pour élèves Laurent Fabius et Jean-Pierre Chevènement —, à l'École nationale d'administration (ENA), à l'École spéciale militaire de Saint-Cyr et à l'École polytechnique. 
ll donne son premier cours à Sciences Po en 1957, sur les questions militaires et stratégiques. Il est alors d'une des principales figures des études militaires de l'IEP. Parmi d'autres enseignements à l'Institut d'études politiques de Paris, il a assuré, en alternance avec René Rémond et Jean Touchard un cours mémorable sur « Le mouvement des idées politiques dans la France contemporaine », étalé sur plusieurs années. Il a aussi assuré un séminaire de 3e cycle sur « Les années 1930 ». Il est « une personnalité phare de Sciences Po et marque des générations d'étudiants ». Après avoir été l'enseignant d'Alain Lancelot, il le convainc en 1986 d'accepter la proposition, émise par Michel Gentot, de le nommer directeur de l'IEP.
Le 1er mars 1974, Raoul Girardet est élu membre titulaire de la 2e section de l'Académie des sciences d'outre-mer
Atteint de la maladie d'Alzheimer dans ses dernières années, Girardet meurt le 18 septembre 2013,.

## Prises de positions
Girardet s'engage dans la guerre d'Algérie, où les velléités d'abandon que montra de Gaulle dès son allocution sur l'autodétermination, le 16 septembre 1959, poussaient Girardet à adopter un antigaullisme féroce. Pensant qu'un abandon de l'Algérie équivaudrait à un nouvel armistice, ou tout simplement incapable de reconnaître les propres torts de la France[non neutre], Girardet est déçu par l'attitude du général de Gaulle. À la suite du Manifeste des 121 publié le 5 septembre 1960 dans Les Temps modernes appelant les appelés du contingent à l'insoumission, est rédigé un manifeste des intellectuels français pour la résistance à l'abandon réaffirmant « la mission civilisatrice de l'armée en Algérie. Contre les professeurs de trahison ». Raoul Girardet fait partie des signataires aux côtés notamment de Jacques Perret, de Jacques Laurent, de Roger Nimier, de François Natter, d'Henri Massis ou encore de Jules Monnerot. Il quitte La Nation française, trop gaulliste à ses yeux, et écrit des articles pro-OAS qu'il publie dans L'Esprit Public – où il est corédacteur en chef avec Roland Laudenbach –, journal très radical qui va jusqu'à comparer de Gaulle à Hitler. Girardet participe à l'OAS en métropole puisqu'il prend part à la branche « Action politique et propagande » aux côtés de ces mêmes universitaires (François Bluche, Jules Monnerot, le patron des éditions de la Table ronde, Roland Laudenbach) et les écrivains Jacques Laurent et Jacques Perret. La revue L'Esprit public, lancée en décembre 1960 par Philippe Héduy et Hubert Bassot, est d'ailleurs la « façade publique de l'OAS ». Ces activités militantes lui vaudront d'être arrêté et incarcéré au début de septembre 1961 pour « provocation de militaires à la désobéissance ». Le procès s'achève sur un non-lieu.

## Publications
- La Société militaire de 1815 à nos jours, Plon, Paris, 1953.
- Raoul Girardet, "Notes sur l'esprit d'un fascisme français, 1934-1939", Revue française de science politique, Année 1955, 5-3, pp. 529-546.
- Ceux d'Algérie : Lettres de Rappelés / précédées d'un débat entre Jean-Yves Alquier, Roger Barberot, Raoul Girardet, Michel Massenet et Thierry Maulnier, Plon, 1957.
- Pour le tombeau d'un capitaine, Éditions de l'Esprit nouveau, Paris, 1962.
- La Crise militaire française (1945–1962), Armand Colin, coll. « Cahiers de la Fondation nationale des sciences politiques », Paris, 1964.
- Le Nationalisme français (1871–1914), Armand Colin, coll. « U / Idées politiques », Paris, 1966. Réédition : Le nationalisme français : anthologie, 1871-1914, Paris, Seuil, coll. « Points. Histoire » (no 68), 1983 (1re éd. 1966), 275 p. (ISBN 2-02-006570-3, présentation en ligne).

- L'Idée coloniale en France de 1871 à 1962, La Table Ronde, Paris, 1972 (Grand Prix Gobert de l'Académie française) ; rééd. Bartillat, Paris, 342 p., 2022  (ISBN 978-2841007257).
- Mythes et mythologies politiques, Éditions du Seuil, coll. « L'Univers historique », Paris, 1986  (ISBN 2-02-009348-0).
- Problèmes militaires et stratégiques contemporains, Dalloz, Paris, 1988  (ISBN 2-247-00947-6).
- Singulièrement libre, entretiens avec Pierre Assouline, Perrin, Paris, 1990  (ISBN 2-262-00717-9).
- Nationalismes et nation, Complexe, coll. « Questions au XXe siècle », Bruxelles, 1995  (ISBN 2-87027-560-9).